# Pugled (Semič, Slovenija)
Pugled je naselje u slovenskoj Općini Semiču. Pugled se nalazi u pokrajini Dolenjskoj i statističkoj regiji Donjoposavskoj regiji. 

## Stanovništvo
Prema popisu stanovništva iz 2002. godine naselje je imalo 19 stanovnika.